# Gerhard Lamers
Gerhard Lamers (* 11. November 1871 in Kleve; † November 1964 in Cincinnati) war ein deutscher Kirchenmaler, der 1928 in die USA auswanderte.

## Leben
Gerhard Lamers, jüngerer Bruder des Kirchenmalers Heinrich Lamers, wurde mit 14 Jahren Schüler und später Mitarbeiter von Friedrich Stummel in Kevelaer. 1906 zog er mit seiner Frau Wilhelmine (⚭ 1901), einer Tochter des Bildhauers Hans Vordermayer (1841–1888) sowie Schwester des Bildhauers Ludwig Vordermayer und der Krippenkünstlerin Johanna Lamers-Vordermayer (1870–1945), und den drei Kindern nach Münster. Gerhard Lamers gestaltete Wandbilder in über 100 Kirchen. Zu seinen bedeutendsten Arbeiten zählt die vollständig erhaltene Ausmalung der St.-Antonius-Kirche in Papenburg in den Jahren 1911/1912. 1928 wanderte Lamers nach Cincinnati aus. Auch dort wirkte er als Kirchenmaler vor allem für deutschsprachige Gemeinden in Ohio.